# Pylon (Ägypten)
Der Pylon ägyptischer Sakralbauten ist ein monumentales, doppeltürmiges Bauwerk mit verbindendem Torüberbau, das ein Portal einrahmt und den Eingang zu einem Tempel oder Grab bildet.

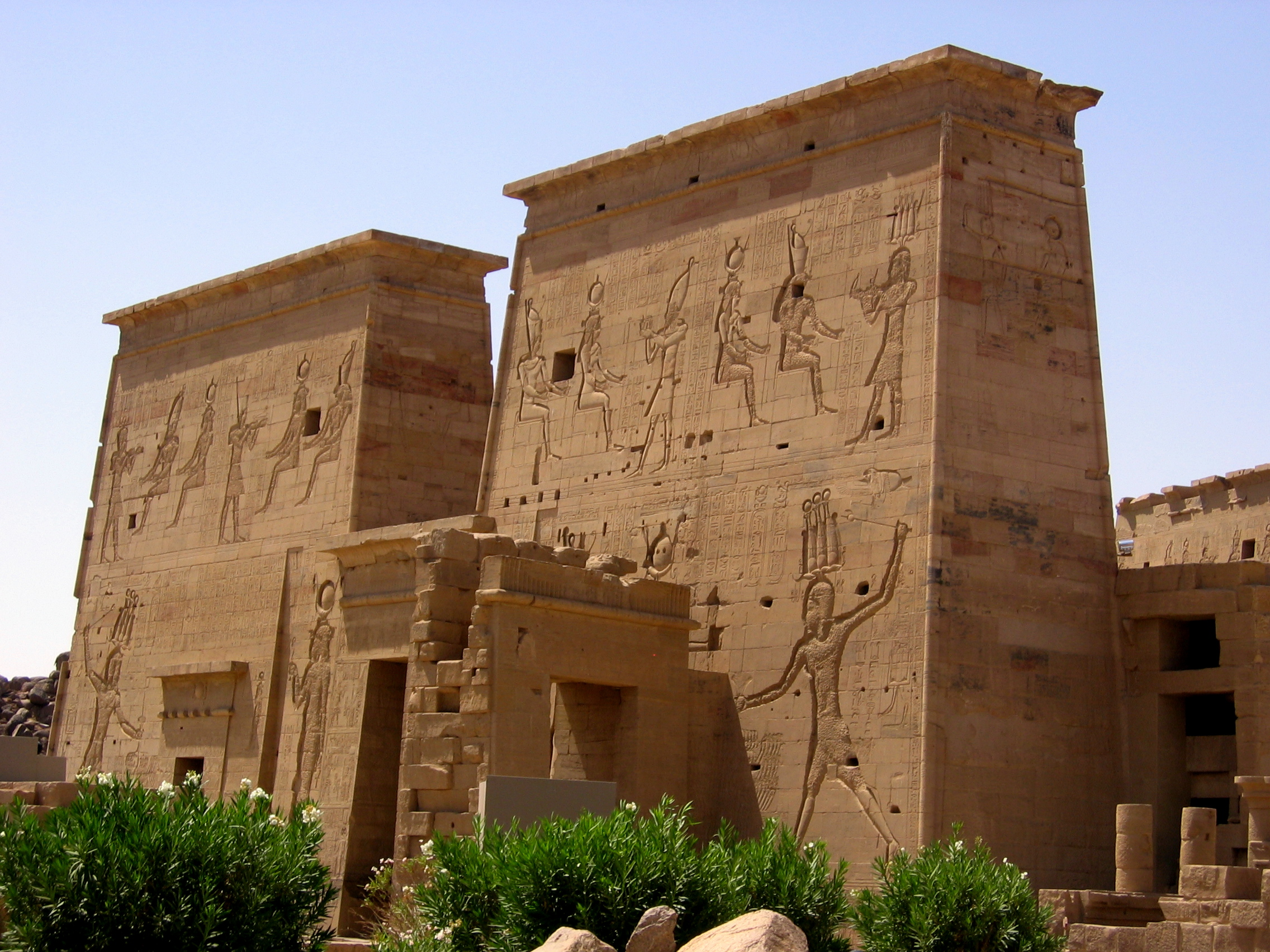
Der erste Pylon des Tempels von Philae

Die beiden Türme des Pylonen wurden auf rechteckigem Grundriss aus ungebrannten Ziegeln oder Steinquadermauerwerk errichtet und sind je ungefähr so breit wie hoch. Ihre Fassade ist geböscht, die Verdachung mit einer Hohlkehle abgesetzt. In die Frontfassade sind meist Nischen eingelassen, die Fahnenmasten aufnehmen konnten.
Die als versenktes Relief ausgeführten Bildmotive der Eingangsseiten zeigen oft Rituale zur Feindabwehr und verstärkten damit die Wirkung von Pylonen als Schutzbauten für den Tempel bzw. das Grab. Große Tempel haben mehrere Pylonen in Staffelung, der Amun-Tempel von Karnak hatte nach zahlreichen Erweiterungen im 4. Jh. v. Chr. schließlich zehn Pylonen. 
Erste Ansätze dieser Torbauten werden bereits in den Pyramidenbezirken des Alten Reiches vermutet. Der wahrscheinlich älteste, heute allerdings nicht mehr vollständig erhaltene Pylon stammt aus der Zeit von Mentuhotep III. (20. Jh. v. Chr., Mittleres Reich). Die älteren Pylonen haben massiv gebaute Türme. Seit dem Neuen Reich wiesen die Pylonentürme im Inneren einläufige Treppen auf, die auf den Torsturz bzw. die Dächer führten (z. B. Luxor und Karnak). In der Ptolemäerzeit wurden sie zu mehrgeschossigen Gebäuden mit belichteten Innenräumen und Treppenhäusern ausgebaut (z. B. Edfu und Philae).

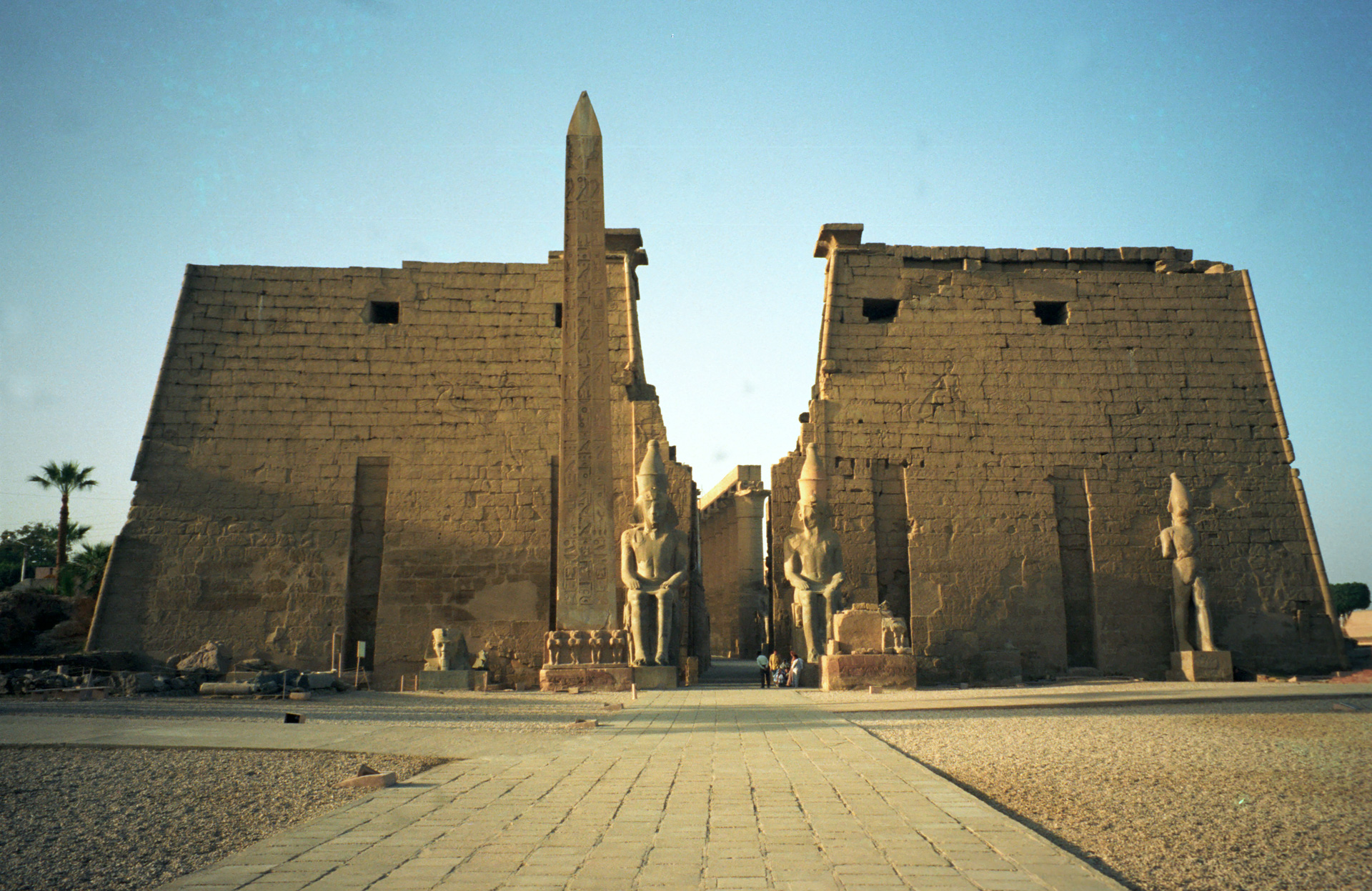
1. Pylon des Tempels von Luxor mit Obelisk
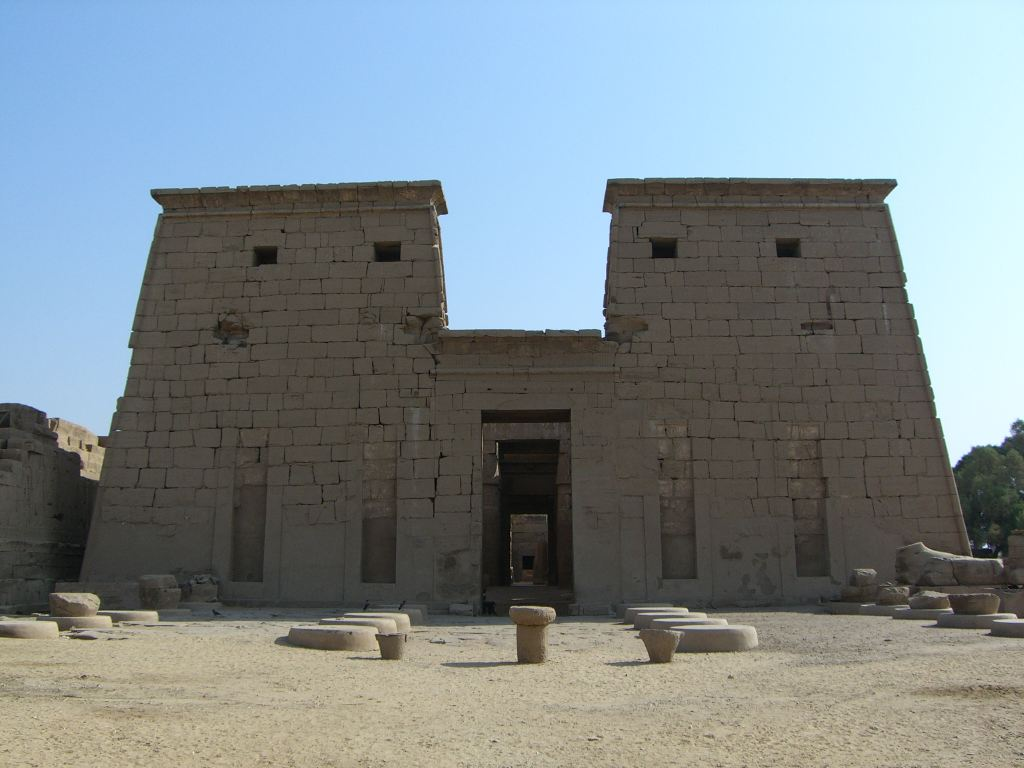
1. Pylon des Tempels des Chons in Karnak
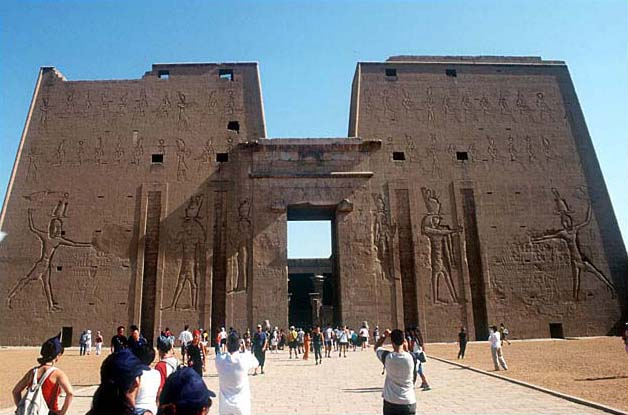
1. Pylon des Tempels von Edfu
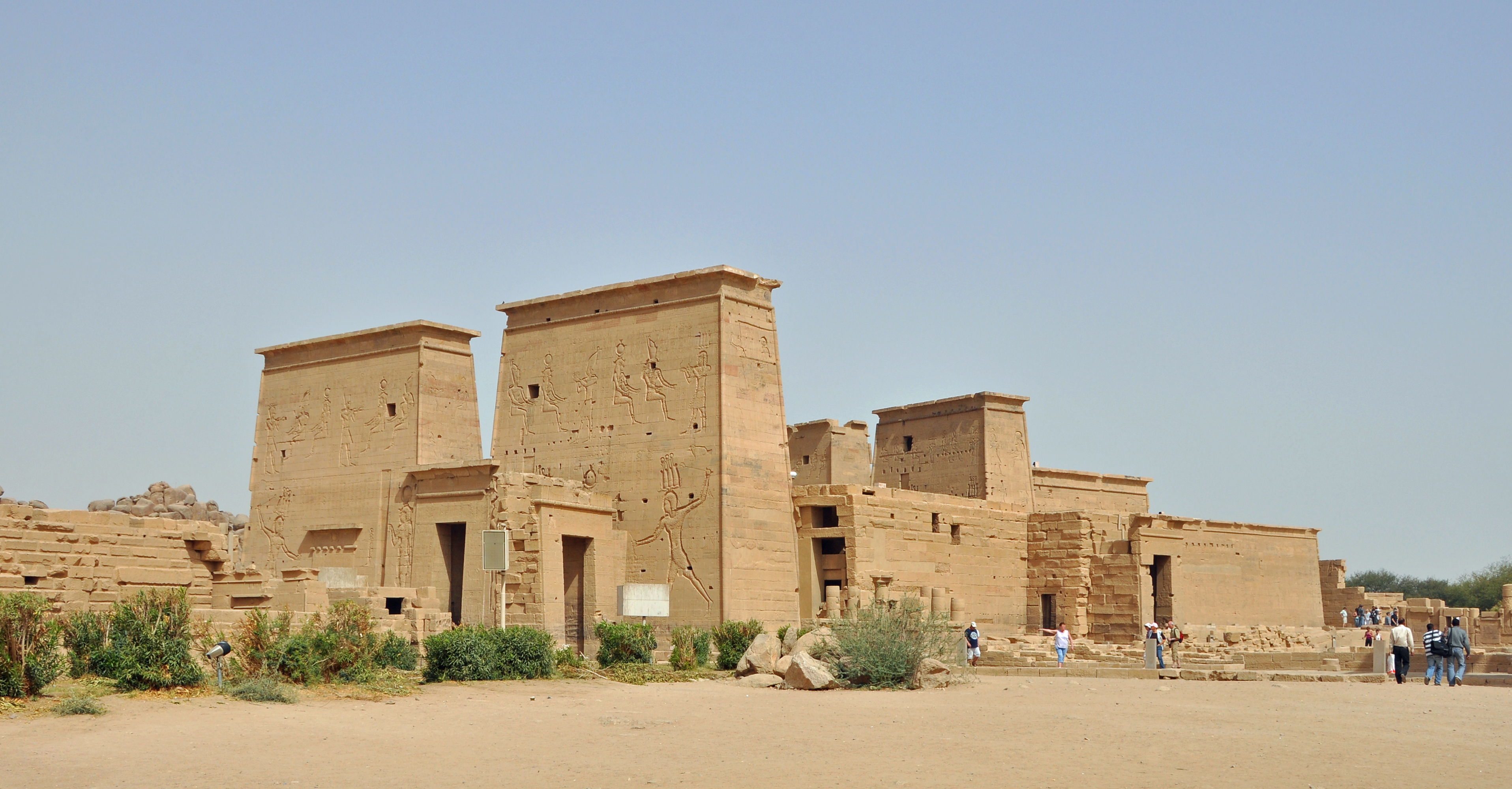
1. und 2. Pylon des Tempels von Philae